# Wolfgang Heipertz
Karl Günther Wolfgang Heipertz (* 20. Mai 1922 in Neustrelitz; † 6. Oktober 2013 in Frankfurt am Main) war ein deutscher Chirurg, Orthopäde und Hochschullehrer.

## Leben
Wolfgang Heipertz, Sohn des Bürgermeisters und Mecklenburg-Strelitzschen Staatsrates Otto Heipertz, besuchte zunächst die Volksschule und ab 1931 das Gymnasium Carolinum in Neustrelitz sowie das Internat Schulpforta in Naumburg. Nach dem Abitur 1939 in Neustrelitz und abgeleistetem Arbeitsdienst studierte er Medizin in Halle und Tübingen sowie in Wien und München. Als Sanitäter 1941 zur Wehrmacht für die Luftwaffe eingezogen und an der Ostfront eingesetzt, konnte er das Staatsexamen erst im Februar 1945 in Berlin ablegen. Seine chirurgische Ausbildung erhielt er unter anderem in Frankfurt am Main (Ernst Vollhardt), Hannover und Heidelberg. 1950 wurde er Facharzt für Chirurgie und Unfallchirurgie, 1956 für Orthopädie.
1958 wurde Wolfgang Heipertz Leitender Arzt der Diakonie-Anstalt in Bad Kreuznach, kehrte aber schon drei Jahre später nach Heidelberg zurück und habilitierte sich 1962.
Ab 1966 Chefarzt der Berufsgenossenschaftlichen Unfallklinik in Tübingen, wurde er 1969 auf den Orthopädischen Lehrstuhl der Johann-Wolfgang von Goethe-Universität berufen. Damit Ärztlicher Direktor der Stiftung Friedrichsheim in Frankfurt am Main, sorgte er für die bauliche und fachliche Modernisierung der großen Klinik. 1990 wurde Heipertz emeritiert. Er starb am 6. Oktober 2013 in Frankfurt am Main.
Er war in erster Ehe verheiratet mit Liddi Margot Heipertz, geb. Heine. Der erste Sohn Wolfgang Michael verstarb noch als Baby. Die beiden anderen Söhne aus dieser Ehe sind die Ärzte und Psychologen Wolfram Heipertz und Walther Heipertz. In zweiter Ehe war er verheiratet mit der Sportwissenschaftlerin und Autorin Christine Heipertz-Hengst. Die Kinder aus dieser Ehe sind der Wirtschaftswissenschaftler Martin Heipertz und die Tierärztin Katrin Sophie Heipertz.

## Werke (Auswahl)
- Visite in der Vergangenheit. Ein Arzt berichtet. Frankfurt am Main 2000 (Autobiografie)